# Richland (Iowa)
Richland es una ciudad ubicada en el condado de Keokuk en el estado estadounidense de Iowa. En el Censo de 2010 tenía una población de 584 habitantes y una densidad poblacional de 293,6 personas por km².

## Geografía
Richland se encuentra ubicada en las coordenadas 41°11′9″N 91°59′46″O / 41.18583, -91.99611. Según la Oficina del Censo de los Estados Unidos, Richland tiene una superficie total de 1.99 km², de la cual 1.99 km² corresponden a tierra firme y (0%) 0 km² es agua.

## Demografía
Según el censo de 2010, había 584 personas residiendo en Richland. La densidad de población era de 293,6 hab./km². De los 584 habitantes, Richland estaba compuesto por el 98.46% blancos, el 0.34% eran afroamericanos, el 0.68% eran amerindios, el 0% eran asiáticos, el 0% eran isleños del Pacífico, el 0% eran de otras razas y el 0.51% pertenecían a dos o más razas. Del total de la población el 0.34% eran hispanos o latinos de cualquier raza.